# Virgínia da Fonseca
Maria Virgínia Teixeira de Sousa Adão da Fonseca, conhecida por Maria Virgínia Teixeira ou Virgínia da Fonseca (Angra do Heroísmo, 14 de outubro de 1875 — Lisboa, 21 de março de 1962) foi uma escritora, tradutora de obras da literatura europeia, ilustradora, pintora, militante republicana e feminista portuguesa. Foi também fundadora e directora da revista "Moda Ilustrada", uma das primeiras publicações femininas em Portugal. Foi casada com o escritor republicano Faustino da Fonseca.

## Biografia

### Nascimento e Família
Nascida Maria Virgínia Teixeira de Sousa Adão na freguesia da Conceição da cidade de Angra do Heroísmo, na ilha Terceira do arquipélago dos Açores, a 14 de outubro de 1875, Virgínia de Fonseca era proveniente de uma família da alta burguesia, sendo filha de José de Sousa Adão, empresário e proprietário de lojas, natural do município de Itaguaí, no estado do Rio de Janeiro, que partiu quando esta era ainda jovem para os Estados Unidos da América, e de Elvira Adelaide Teixeira, natural da mesma freguesia de nascimento da filha. Era sobrinha de António de Sousa Adão, proprietário da extinta Casa Adão em Angra do Heroísmo. Muito cedo revelou interesse e talento pelas artes e para as letras, dominando várias línguas como o espanhol, francês e italiano. Posteriormente, fixando-se em Lisboa, tornou-se discípula do pintor António Tomás da Conceição Silva.

### Casamento
A 10 de maio de 1899 casou-se civilmente em Lisboa com o escritor, jornalista e republicano açoriano Faustino da Fonseca, natural da sua cidade natal, com o qual teve dois filhos.

### Carreira Artística

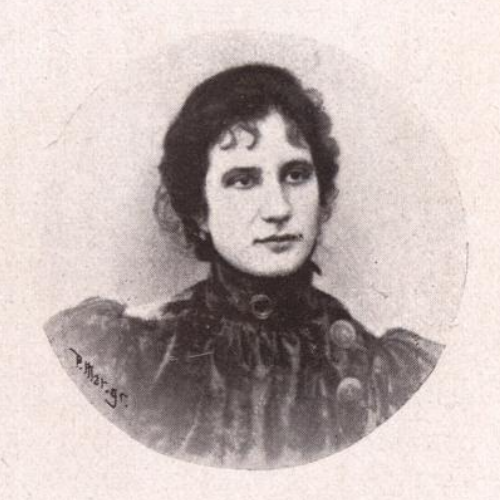
Virgínia da Fonseca no Álbum Açoriano, 1903.

Após se casar, frequentou algumas tertúlias do antigo e ilustre Grupo do Leão e participou nas exposições do Grémio Artístico de 1896 e de 1897, que contou com a participação de alguns dos mais ilustres pintores e escultores portugueses de então, tais como José Malhoa, Alfredo Roque Gameiro, António e José Joaquim Teixeira Lopes, Fanny Munró, José Veloso Salgado, Carlos Reis, Maria Augusta e Columbano Bordalo Pinheiro, José de Brito, Emília dos Santos Braga, Jorge Colaço, Josefa Garcia Greno e Alfredo de Morais, entre muitos outros.
No campo artístico, durante os anos que se seguiram, continuou a exibir as suas obras em vários salões e galerias, tendo ainda participado em algumas exposições colectivas no Ateneu Comercial de Lisboa, ou ainda colaborado no ramo da ilustração com várias revistas, periódicos e em diversos livros, sendo mais reconhecida pelas ilustrações e capas realizadas para as obras literárias do seu marido, como na capa da primeira edição do romance histórico Inês de Castro (1900).

### Republicanismo e Feminismo
De ideais republicanos e pelos direitos das mulheres, no início do século XX tornou-se militante da Liga Republicana das Mulheres Portuguesas (LRMP), liderada pela activista e autora Ana de Castro Osório, merecendo ter a sua fotografia e nota biográfica incluída no periódico de publicação trimestral Álbum Republicano de outubro de 1908.
Ainda antes da Primeira República Portuguesa, foi dirigente da comissão de propaganda feminista da Liga Republicana das Mulheres Portuguesas, e após a implantação da República Portuguesa participou em diversas acções e petições da liga feminista, sendo ainda subscritora da mensagem entregue a José Relvas, elogiando o ministro pela admissão de mulheres em empregos do Estado, assim como, juntamente com Carolina Beatriz Ângelo, Adelaide da Cunha Barradas, Ana de Castro Osório e  Rita Dantas Machado, entre outras militantes feministas, fez parte da representação que a 3 de fevereiro de 1911 apresentou a Teófilo Braga as suas exigências para que o direito ao voto fosse reconhecido às mulheres economicamente independentes na Constituição da República, então em elaboração.

### Carreira Literária
No campo da literatura, publicou inúmeras traduções em português de obras de Miguel de Cervantes, Charles-François de Ladoucette, Charles Mérouvel, Leon Tolstoi, Piotr Kropotkine e Alessandro Manzoni, entre outros. Trabalhou também como repórter e crítica de arte na secção sobre eventos artísticos e culturais da revista semanal Serões, e foi fundadora e directora da revista Moda Ilustrada (1901-1903), uma das primeiras publicações periódicas portuguesas dirigida ao público feminino.

### Falecimento
Em 1918, Faustino da Fonseca faleceu, deixando Virgínia viúva.
Virgínia faleceu a 21 de março de 1962, aos 86 anos, no quarto andar, número 129, da Avenida da Liberdade, freguesia de Coração de Jesus, em Lisboa, vítima de insuficiência cardíaca. Encontra-se sepultada em jazigo, no Cemitério dos Prazeres, em Lisboa.